# 최첨단
첨단(state of the art, cutting edge, leading edge), 최첨단이라는 것은 특정 시기에 달성되는 장치, 기술, 과학부문의 가장 높은 수준의 개발 상태를 이른다. 그래서 하이엔드라고 가리킨다.
이 용어는 1910년부터 사용되어왔으며 광고와 마케팅에 흔히 사용되는 용어이며 특허법과 불법행위 관점에서 법적으로 중요한 문구이다.

## 기원
첨단, 최첨단의 영어 낱말 state-of-the-art는 21세기 초에 등장하였다. 옥스포드 영어사전에는 1910년 처음 이 용어가 문서화되었다.

## 시스템 산업
시스템 산업(system industry)은 지식(정보)산업, 항공·우주산업, 해양개발산업, 도시개발산업, 원자력산업 등 종래의 각종 산업을 포함한 복합적인 산업을 가리키는 용어로 엄밀한 정의가 있는 것은 아니다. 이 말이 생긴 계기는 1969년 아폴로 11호에 의한 인류 최초의 달 착륙 성공이었다. 이 성공으로 자신을 갖게 된 미국사회는 1970년대를 'NASA의 10년'이라 부르면서 NASA에서 축적된 첨단기술이 경제·사회의 구석구석까지 확산될 것이라는 청사진을 그렸다.

## 같이 보기
- 하이 테크